# Hylaea neustriaria
Hylaea neustriaria är en fjärilsart som beskrevs av Hüfnagel 1767. Hylaea neustriaria ingår i släktet Hylaea och familjen mätare. Inga underarter finns listade i Catalogue of Life.